# Azerbajdzjan i Eurovision Song Contest 2011

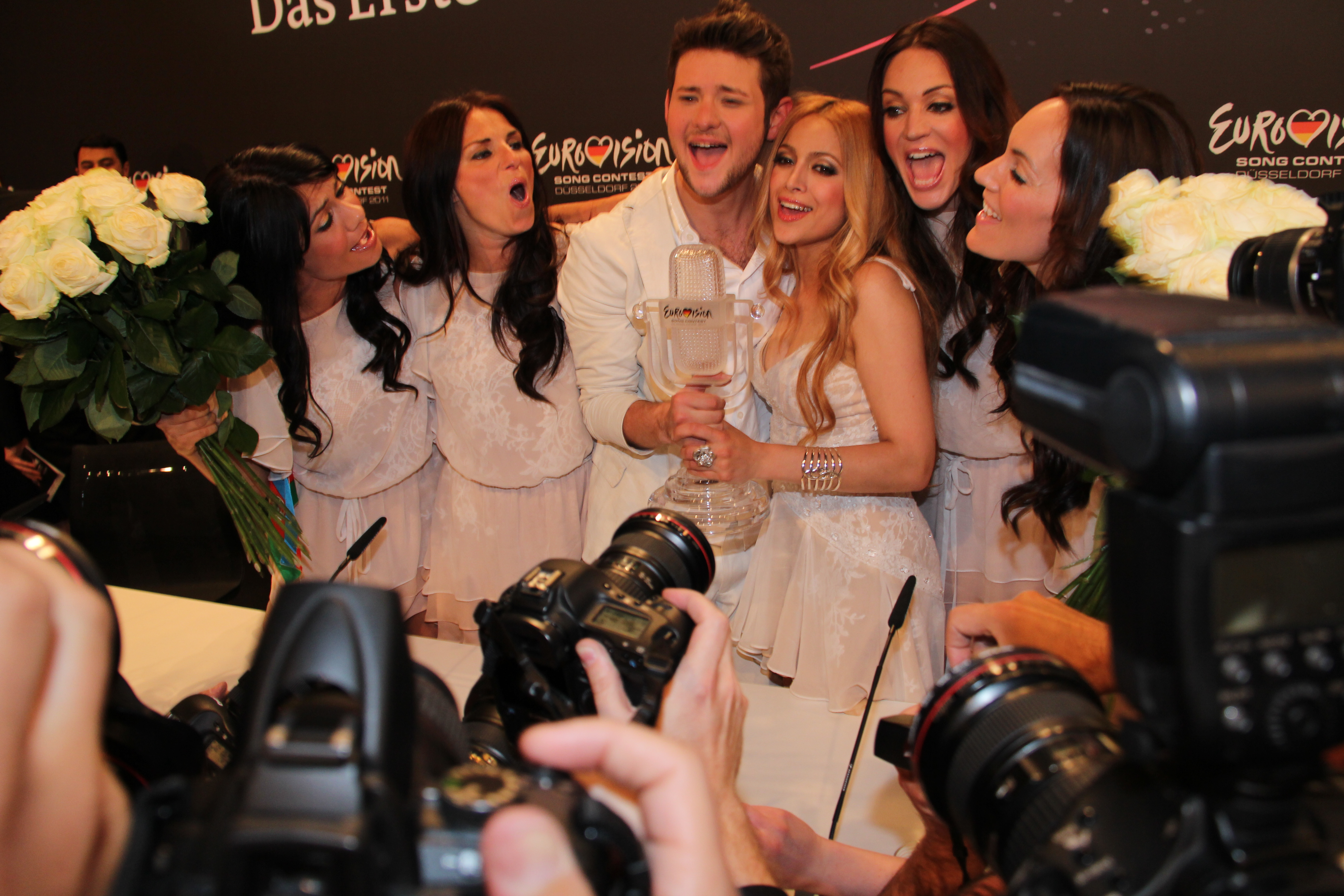
Eldar Qasımov och Nigar Camal vid segern i Düsseldorf.

Azerbajdzjan deltog i Eurovision Song Contest 2011 och vann i Düsseldorf, Tyskland efter att ha tagit sig vidare till huvudtävlingen via semifinal. Azerbajdzjans bidrag utsågs genom en TV-sänd nationell final, organiserad av det azerbajdzjanska TV-bolaget İctimai TV.

## Tävlingsupplägg
Några dagar efter att Eurovision Song Contest 2010 avgjorts i Oslo meddelade Ictimai TV att Azerbajdzjan kommer att delta i Düsseldorf. Det dröjde dock först till hösten samma år som man meddelade hur uttagningen kring artist och bidrag skulle gå till. Inför uttagningen valde TV-bolaget ut 100 deltagare av sammanlagt 120 förslag. Av dessa 100 valdes sedermera 77 ut att tävla i sju stycken för-semifinaler, elva stycken per för-semifinal. I varje för-semifinal valdes två artister ut: en av folket (via telefonröster) och en av en jury. Totalt blir det alltså sju artister i finalen. Varje vecka sjöng deltagarna en utländsk låt på måndagen, en azerbajdzjansk på tisdagen, en Eurovision-låt på onsdagen, ett eget val på torsdagen och på fredagen utsågs en vinnare.
Den 6 december 2010 gavs Nikola Barcley, som slutade tvåa i den tredje semifinalen, en plats i finalen i form av ett wildcard. Juryn hade imponerats av hennes sångförmåga och valde att ge henne en plats i finalen.
I början av januari 2011 ändrade dock İctimai TV flera av sina planer i uttagningen. Man införde en andra semifinalsgång som innebar att de sju första vinnarna skulle endast bli fem stycken. Den nya semifinalen skulle sändas mellan den 10 och 14 januari. Finalen kommer sedermera att sändas i februari, där all makt ligger i juryns händer. Dessa förändringar gjorde att Nikola Barcley valde att hoppa av uttagningen. 
Den 11 januari meddelade den azerbajdzjanska Eurovisionskommitén att låtskrivare kunde börja skicka in bidrag till uttagningen. De låtar som skickas in får vara skrivna av både nationella och internationella låtskrivare/artister och får framföras på vilket språk som helst. Av de inskickade låtarna kommer sedan en jury bestämma en låt som finalisterna får framföra på scenen.

### Första semifinaler

#### Första semifinalveckan
Sändes den 15–19 november 2010. De som är markerade med gul bakgrund tog sig vidare till den andra semifinalsrundan i januari.
| Nr | Artist             | Poäng | Plats |
| -- | ------------------ | ----- | ----- |
| 1  | Chana Hasanova     | 4     | 7     |
| 2  | Ajgun Ismajilova   | 6     | 5     |
| 3  | Adil Bachisjli     | 10    | 2     |
| 4  | Tofig Hajijev      | 5     | 6     |
| 5  | Tjingiz Mustafajev | 12    | 1     |
| 6  | Tarik Jigit        | —     | —     |
| 7  | Nurana Alasgarova  | —     | —     |
| 8  | Ulvijja Abbasova   | 3     | 8     |
| 9  | Gultjohra Babajeva | 2     | 9     |
| 10 | Next               | 8     | 3     |
| 11 | Zulfunaz Rajabova  | 7     | 4     |

#### Andra semifinalveckan
Sändes den 22-26 november 2010. De som är markerade med gul bakgrund tog sig vidare till den andra semifinalsrundan i januari.
| Nr | Artist              | Poäng | Plats |
| -- | ------------------- | ----- | ----- |
| 1  | East Groove         | 8     | 3     |
| 2  | Fizza Nadirova      | 4     | 7     |
| 3  | Sakine Nasirova     | 5     | 6     |
| 4  | Emin Hasan          | 2     | 9     |
| 5  | Nazrin Zarbalijeva  | 3     | 8     |
| 6  | Ülvi Rasidov        | 10    | 2     |
| 7  | Günay Äläkbärova    | 7     | 4     |
| 8  | Jegana Agajeva      | —     | —     |
| 9  | Söla Safaralijeva   | 6     | 5     |
| 10 | Ülijja Talisinskaja | 1     | 10    |
| 11 | Nurlan Növrasli     | 12    | 1     |

#### Tredje semifinalveckan
Sändes den 29 november-3 december 2010. De som är markerade med gul bakgrund tog sig vidare till den andra semifinalsrundan i januari.
| Nr | Artist              | Poäng | Plats |
| -- | ------------------- | ----- | ----- |
| 1  | Dilsjan Ibadova     | 3     | 8     |
| 2  | Gunaj Ibrahimli     | 12    | 1     |
| 3  | Xayyam Nisanov      | 8     | 3     |
| 4  | Sevinj Agasjirinova | 5     | 6     |
| 5  | Kanan Gadimov       | 6     | 5     |
| 6  | Nigar Babajeva      | 2     | 9     |
| 7  | Orxan Agajev        | 7     | 4     |
| 8  | Farid Mammadov      | 1     | 10    |
| 9  | Nazir Agajev        | 0     | 11    |
| 10 | Nikola Barcley      | 10    | 2     |
| 11 | Rinat Alimov        | 4     | 7     |

#### Fjärde semifinalveckan
Sändes den 6-9 december 2010. De som är markerade med gul bakgrund tog sig vidare till den andra semifinalsrundan i januari.
| Nr | Artist               | Poäng | Plats |
| -- | -------------------- | ----- | ----- |
| 1  | Said Ismayiılzadeh   |       | 10    |
| 2  | Ajdan Rüstemova      |       | 2     |
| 3  | Arzum Xelilova       |       | 1     |
| 4  | Emilja Jaqubova      |       | 8     |
| 5  | Ramin Qulijev        |       | 7     |
| 6  | Çinare Nezerli       |       | 6     |
| 7  | Milan Mammadov       |       | 9     |
| 8  | Sabina Babajeva      |       | 3     |
| 10 | Rahima Hasanalizadeh |       | 5     |
| 10 | Lejla Dadasova       |       | 11    |
| 11 | Cavansir Hacijev     |       | 4     |

#### Femte semifinalveckan
Sändes den 13-17 december 2010. De som är markerade med gul bakgrund tog sig vidare till den andra semifinalsrundan i januari.
| Nr | Artist              | Poäng | Plats |
| -- | ------------------- | ----- | ----- |
| 1  | Empathy             | 3     | 8     |
| 2  | Elmar Asgarov       | 2     | 9     |
| 3  | Altun Zejnalov      | 5     | 6     |
| 4  | Emin Nasirli        | 10    | 2     |
| 5  | Dzjanana Zejnalova  | 1     | 10    |
| 6  | Rovsjan Dzjivisjov  | 7     | 4     |
| 7  | Dzjamila Hasjimova  | 8     | 3     |
| 8  | Ajnisjan Gulijeva   | 12    | 1     |
| 9  | Gulnar Nabi-Tjingiz | 4     | 7     |
| 10 | Dinara Dzjafarova   | 0     | 11    |
| 11 | Orchan Israfilov    | 6     | 5     |

#### Sjätte semifinalveckan
Sändes den 20-24 december 2010. De som är markerade med gul bakgrund tog sig vidare till den andra semifinalsrundan i januari.
| Nr | Artist               | Poäng | Plats |
| -- | -------------------- | ----- | ----- |
| 1  | Ilgara Ibrahimova    | 12    | 1     |
| 2  | Eldar Qasımov        | 10    | 2     |
| 3  | Sejran Ismajilchanov | 6     | 5     |
| 4  | Lejla Idrisova       | 4     | 7     |
| 5  | Rustam Allazov       | 5     | 6     |
| 6  | Sultan Mashadijev    | 3     | 8     |
| 7  | Eljana Ahmadova      | 8     | 3     |
| 8  | Fuad Mustafazadeh    | 1     | 10    |
| 9  | Sarchan Mammadov     | 2     | 9     |
| 10 | Diana Hajijeva       | 7     | 4     |

#### Sjunde semifinalveckan
Sändes den 27-31 december 2010. De som är markerade med gul bakgrund tog sig vidare till den andra semifinalsrundan i januari.
| Nr | Artist             | Poäng | Plats |
| -- | ------------------ | ----- | ----- |
| 1  | Orkhan Nasibov     | 0     | 12    |
| 2  | Sabina Mammadova   | 6     | 6     |
| 3  | Habil Ahmadov      | 1     | 11    |
| 4  | Sadikh Aghamaliyev | 3     | 9     |
| 5  | Nigar Dargahzade   | 7     | 5     |
| 6  | Ilhama Qasimova    | 12    | 1     |
| 7  | Davud Asgarli      | 4     | 8     |
| 8  | Lala Aliyeva       | 5     | 7     |
| 9  | Tahir Quliyev      | 2     | 10    |
| 10 | Gunay Ahmadova     | 8     | 4     |
| 11 | Azad Shabanov      | 10    | 3     |
| 12 | Nigar Camal        | 12    | 2     |

### Urvalsgrupp
Den 4 januari meddelade İctimai TV att ytterligare en kvalificeringsrunda lagts till innan finalen. Denna uttagning sändes mellan den 10 och 14 januari. Sammanlagt gick fem artister vidare till finalen som hölls i februari.
| Artist             |
| ------------------ |
| Tjingiz Mustafajev |
| Nurlan Növrasli    |
| Gunaj Ibrahimli    |
| Arzum Chalilova    |
| Ajnisjan Gulijeva  |
| Ilgara Ibrahimova  |
| Eldar Qasımov      |
| Ilhama Gasimova    |
| Nigar Camal        |

## Finalen
Sändes den 11 februari 2011. Den låt som juryn valde ut framförde de fem finalisterna i direktsändning. Därefter var det upp till juryn att avgöra vem som skulle bli landets representant. Juryn valde till slut att Nigar Camal och Eldar Qasımov skulle bli landets representant, det vill säga att de kom att göra en duett. Vid denna final beslutades det dock inte vilken låt som Camal och Qasimov skulle komma att framträda med i ESC 2011.
| Nr | Artist            |
| -- | ----------------- |
| 1  | Ilhamä Qasimova   |
| 2  | Eldar Qasımov     |
| 3  | Ajnisjan Qulijeva |
| 4  | Nigar Camal       |
| 5  | Ilqarä Ibrahimova |